# Taidula
Taidula Khatan, également connue sous le nom Taydula Begím en kazakh, (date de naissance inconnu — 1360 à Sarai Berke ou Nova Sarai) est une khatan tatare chrétienne de la Horde d'Or.
Elle fut mariée au Özbeg de la Horde d'Or de 1323 à 1341.
Elle devint la figure principale de la cour de la Horde après la mort de Berdibeg qu'elle avait aidé à mettre en place. Elle possédait un patrimoine très important et un réseau de partenaires commerciaux bien ancré. Elle est assassinée en 1360.